# جيمي موريسون
جيمي موريسون (بالإنجليزية: Jamie Morrison)‏ هو موسيقي بريطاني، ولد في 30 يونيو 1984.